# Carl Pichler von Deeben
Carl Pichler von Deeben (Lilienfeld, 1820 – Vienna, 29 dicembre 1900) è stato un poliziotto e militare austriaco inquisitore di Ugo Bassi, di Amatore Sciesa, dei martiri di Belfiore e del patriota triestino Guglielmo Oberdan.

## Biografia
Nato a Lilienfeld in una famiglia aristocratica, compì gli studi ginnasiali a Brno e successivamente quelli universitari in giurisprudenza.
Arruolatosi nell'esercito imperiale austriaco, Pichler partecipò ai moti rivoluzionari viennesi del 1848 e fu eletto segretario del Comitato democratico di Vienna. Trasferito presso l'armata austriaca d'Italia, prestò servizio ininterrottamente dal 1848 al 1854 nella magistratura militare come ufficiale auditore per poi transitare nella polizia politica fino al 1893.
Fu un intransigente capitano inquisitore a Bologna responsabile della fucilazione di Ugo Bassi, avvenuta senza nessun processo, l'8 agosto 1849.
Condusse le prime inquisizioni politiche a Ferrara e Bologna nel 1851 dimostrandosi, secondo il dottore ferrarese Dino Pesci, talmente umano al punto che le sue indagini si erano tutte risolte senza condanne rilevanti. Il suo contegno destò però perplessità nei suoi superiori ed il Pichler fu surrogato presso l'Imperial Regio governo militare e civile di Bologna dal capitano uditore Lodovico Grantsak proveniente dal 7º Reggimento "Principe di Renss" degli ussari pure compromesso nel 1848 con la rivoluzione ungherese di Luigi Kossuth.
Il 1º agosto 1851, a Milano, istruì il processo sommario a Amatore Sciesa sorpreso la sera del 30 luglio in corso di Porta Ticinese in possesso di manifesti compromettenti, che si concluse con la condanna a morte del patriota.
Trasferito a Mantova, Pichler fu nuovamente inflessibile durante i processi ai congiurati mazziniani del 1851- 1852. Fece tra l'altro arrestare don Enrico Tazzoli;  a riguardo dei processi mantovani, scrisse lo storico Alessandro Luzio, Pichler stette sempre al fianco di don Giovanni Grioli, uno dei congiurati, come “un demone tentatore” dall'arresto sino alla sua condanna a morte, tentando ad ogni istante di indurlo a confessare per salvare la propria vita.
Nel febbraio 1852 ritornò  a Milano come auditore e fu insignito dell'ordine Imperiale di Francesco Giuseppe per i servizi prestati alla monarchia. La sua partenza da Mantova fu salutata con gioia, dal momento che era corsa voce che il nuovo auditore, Alfred von Kraus, fosse "più umano del precedente", supposizione poi smentita duramente dai fatti. Poco dopo la Gazzetta di Milano annunciò che era stata conferita la croce di argento al merito al capitano auditore Carl Pichler von Deeben ed al 1° tenente uditore Alfred von Kraus,  "in ricognizione dello zelo ed avvedutezza spiegata nel loro ufficio" nell'istruire il processo per alto tradimento a Mantova. Prestò servizio presso la Cancelleria militare austriaca del Comando generale dell'esercito, situata nel Palazzo Cagnola in via Cusani fino allo scoppio della guerra del 1859, quando fu nominato addetto all'ufficio austriaco delle informazioni.
Terminato il conflitto, nel dicembre dello stesso anno Pichler assunse la direzione del commissariato a Trento sorvegliando le trame del partito d'Azione che sfociarono dapprima nei fatti di Sarnico del 1862, poi nel tentativo fallito di Ergisto Bezzi del 1864 di insurrezione del Trentino e del Veneto e di tutte quelle organizzazioni favorevoli all'unità d'Italia. Con lo scoppio della terza guerra di indipendenza del 1866, partecipò al contrasto di tutte le attività politiche antiaustriache e a fine guerra, il 22 novembre 1866, fu ricompensato dall'imperatore Francesco Giuseppe con il titolo di consigliere imperiale poiché si "rese particolarmente benemerito nell'appoggiare le misure governative o le operazioni militari".
Nel 1869 assunse la direzione della polizia di Brno e dal 1874 al 1893 fu direttore a Trieste. Inflessibile nella repressione dell'irredentismo italiano, nel 1882 condusse le indagini sul progetto dell'attentato all'imperatore Francesco Giuseppe in visita a Trieste in occasione dei 500 anni di "dedizione" della città all'Austria, che portarono poi alla condanna a morte del patriota triestino Guglielmo Oberdan.